# Instytut Kultury Miejskiej

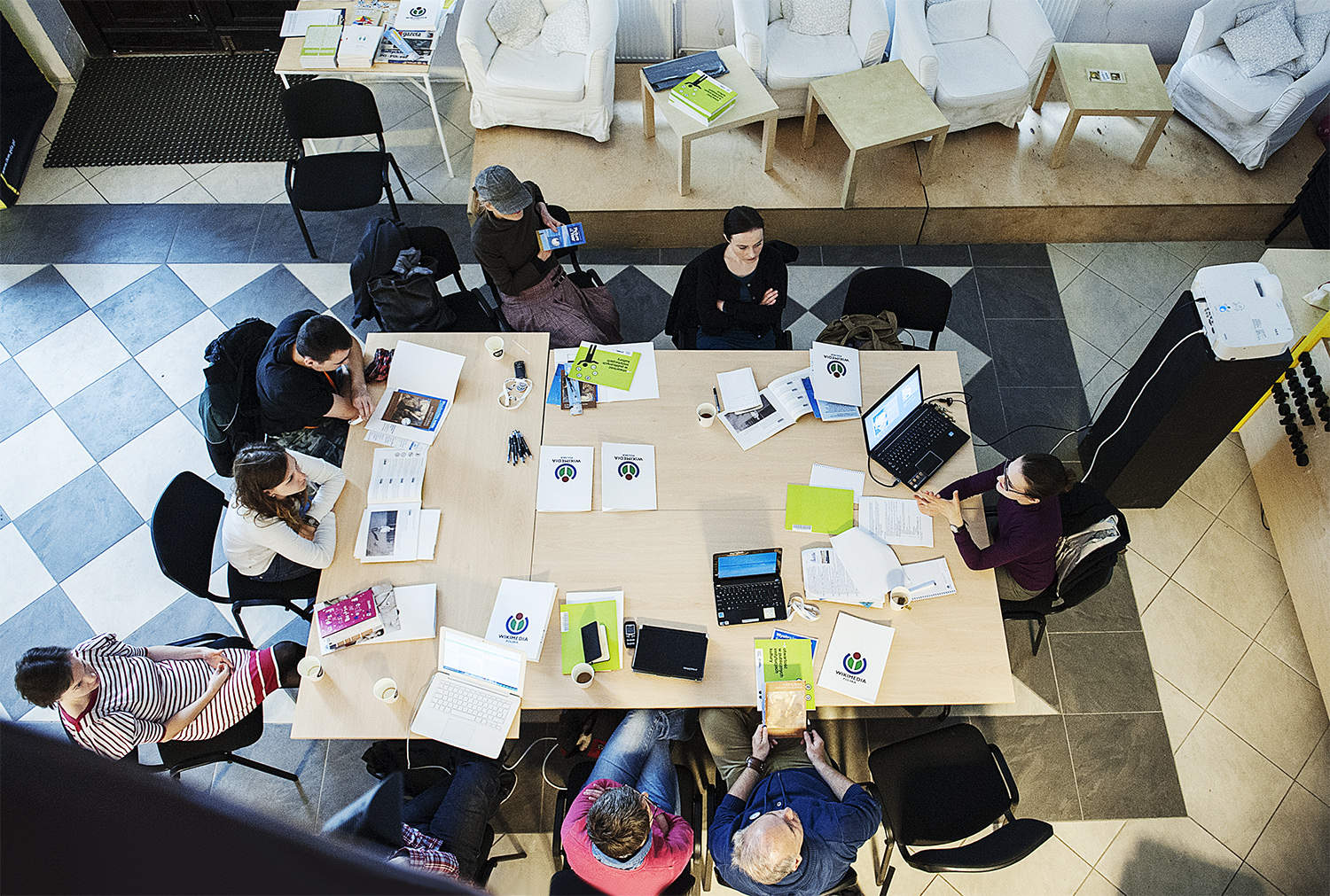
Warsztaty Wikipedysta-Rezydent w ramach Akademii Nowych Mediów (Medialab Gdańsk), sień Instytutu Kultury Miejskiej

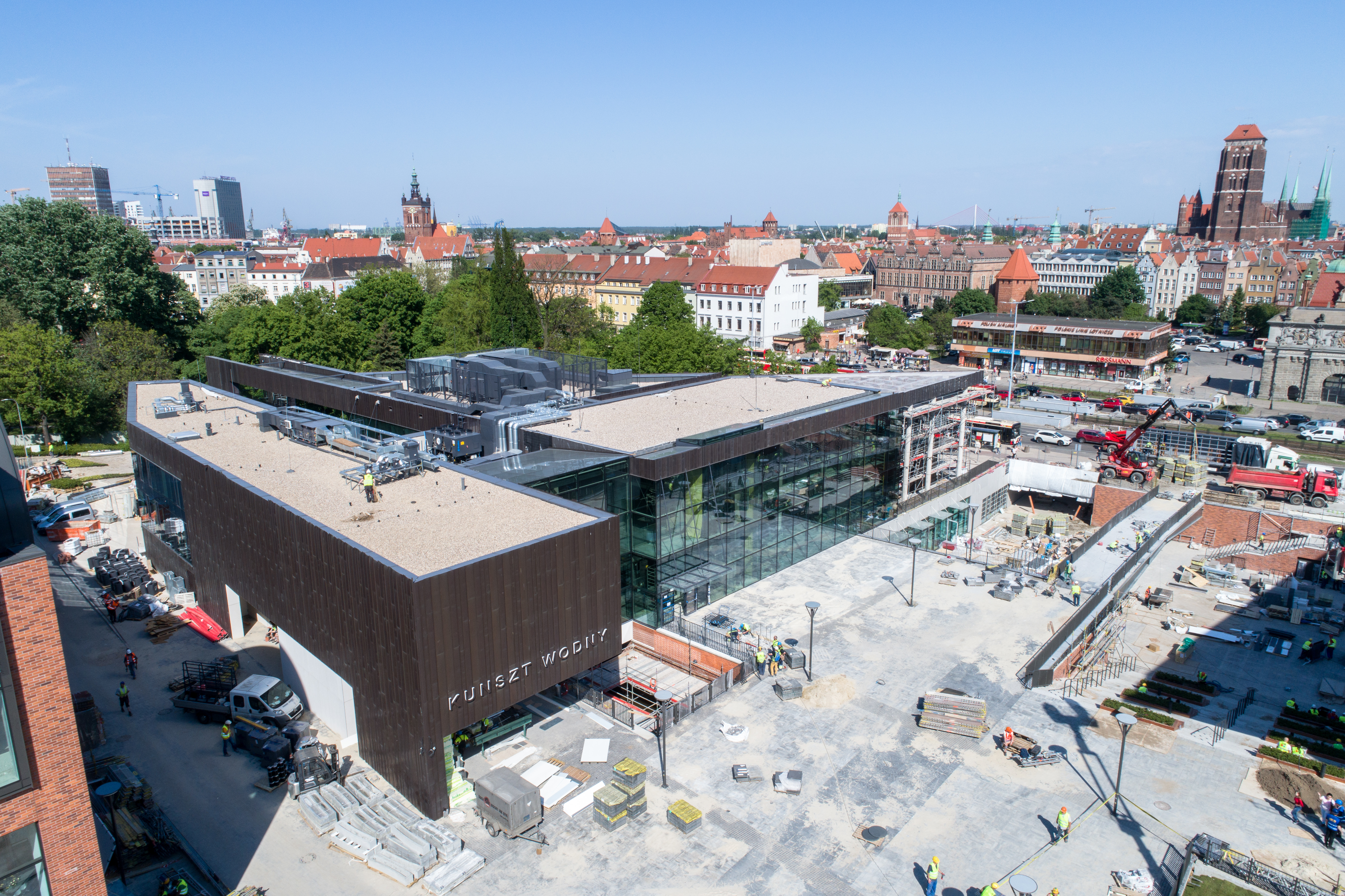
Obecna siedziba Instytutu Kultury Miejskiej na Targu Rakowym 11

Instytut Kultury Miejskiej − samorządowa instytucja kultury z Gdańska, założona w 2011 roku i prowadzona przez miasto Gdańsk. Zajmuje się organizowaniem wydarzeń kulturalnych, wspieraniem kadr kultury i prowadzeniem badań kultury.

## Historia
Instytut Kultury Miejskiej powstał w wyniku przekształcenia podmiotu, który koordynował starania Gdańska o uzyskanie tytułu Europejskiej Stolicy Kultury 2016. W marcu 2011 roku, na trzy miesiące przed finałem konkursu, działające dotychczas jako spółka jawna, biuro zyskało status samorządowej instytucji kultury o nazwie Gdańsk 2016. Od marca 2012 funkcjonuje jako Instytut Kultury Miejskiej.
Siedziba instytutu mieściła się przy ulicy Długi Targ 39/40. Obecnie jego siedzibą jest budynek wybudowany na miejscu dawnego Kunsztu Wodnego, pod adresem Targ Rakowy 11, w którym zaplanowano m.in. punkt informacji kulturalnej, kino autorskie, księgarnia, bistro, sale warsztatowe, pracownia, audytorium oraz makietę śródmieścia Gdańska. W sali makiety znajduje się mechanizm pokazujący działanie oryginalnego Kunsztu Wodnego. Integralną częścią budynku jest instalacja nawiązująca do pierwotnej funkcji, którą stworzy „rzeczka szklana” zlokalizowana na poziomie dachu oraz kaskada wodna spływająca z rzeczki do brodzika umiejscowionego w kanale Raduni.

## Działalność

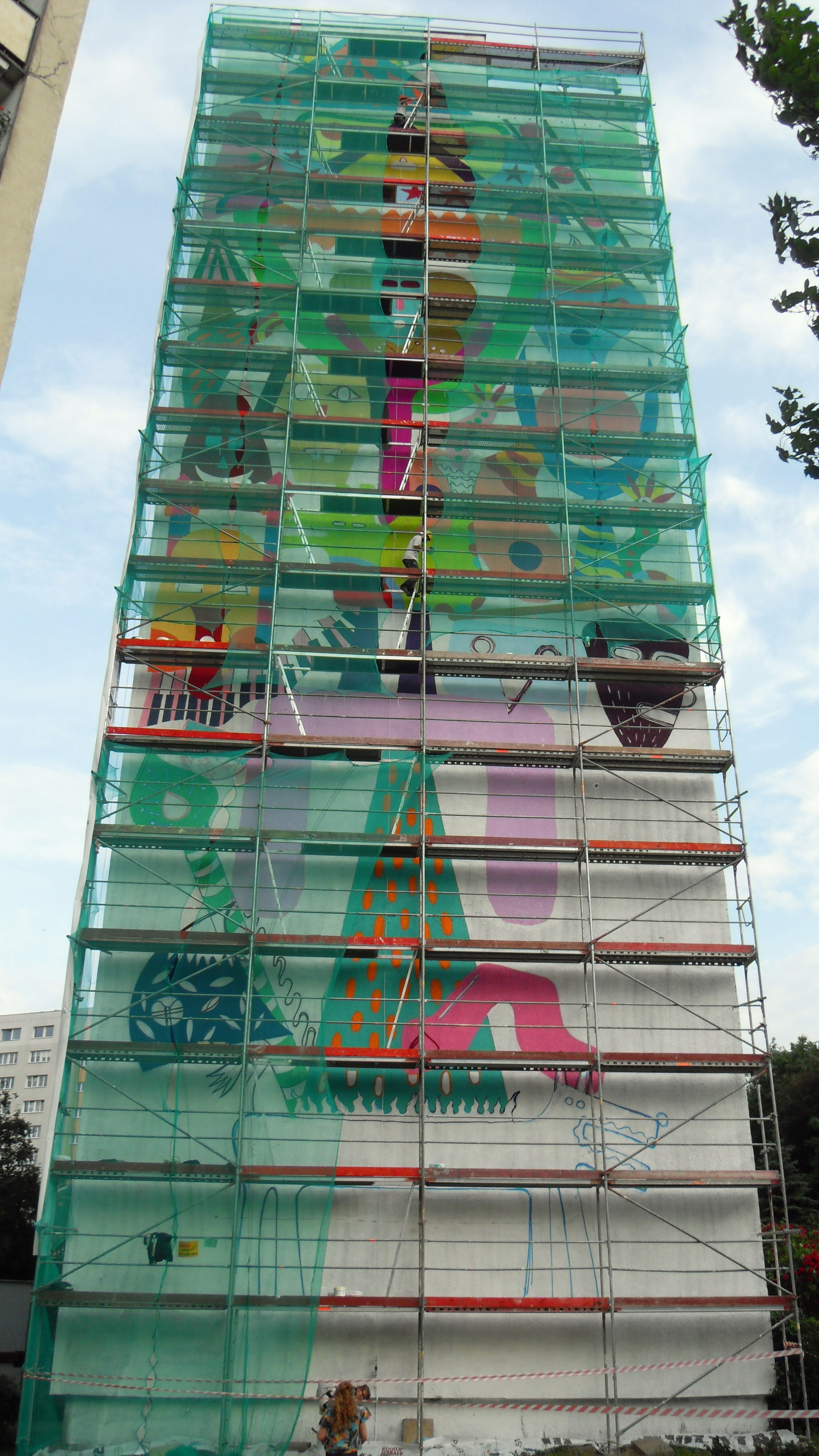
Festiwal Monumental Art 2014

Instytucja realizuje różnorodne działania (projekty i programy), między innymi: 
- Festiwal NARRACJE. Instalacje i Interwencje w Przestrzeni Publicznej[8]
- Akcja miejska Streetwaves (projekt zakończony w 2015 roku)[9]
- Kolekcja Malarstwa Monumentalnego[10] na Zaspie (Gdańska Szkoła Muralu, festiwal Monumental Art)
- Opera na Targu Węglowym[11]
- projekt MIEJSCA
- Festiwal Literatury Europejski Poeta Wolności
- Gdańskie Spotkania Tłumaczy Literatury "Odnalezione w tłumaczeniu"
- projekt herstoryczny Metropolitanka[12]
- projekt edukacyjny Gdańskie Miniatury
- Gdańskie Dni Sąsiadów
- Lokalni Przewodnicy i Przewodniczki
- Targ o Węglowy
- Akademia Active Citizens
- Medialab Gdańsk[13]
- Obserwatorium Kultury[14]

Instytut Kultury Miejskiej jest operatorem dwóch nagród literackich:
- Nagroda Literacka Miasta Gdańska Europejski Poeta Wolności[15]
- Nagroda Prezydenta Miasta Gdańska za Twórczość Translatorską im. Tadeusza Boya-Żeleńskiego[16]

Instytut Kultury Miejskiej prowadzi działalność wydawniczą. Wśród wydawnictw znajdują się, między innymi:
- Peter Oliver Loew, Gdańsk. Biografia Miasta, Gdańsk 2013[17], ISBN 978-83-936289-02
- Peter Oliver Loew, Gdańsk. Przewodnik literacki, Gdańsk 2013[18], ISBN 978-83-936289-1-9

Ponadto Instytut Kultury Miejskiej organizuje cykle wykładów, debaty, warsztaty, koncerty, pokazy filmów oraz prowadzi w swojej siedzibie punkt informacji kulturalnej.

## Dyrektorzy
- Aleksandra Szymańska (2011−2024)[19]
- Barbara Sroka (od 2025; w 2024 jako p.o)[20][21]